# The Fatal Glass of Beer
The Fatal Glass of Beer è un cortometraggio del 1916 diretto da Tod Browning.

## Produzione
Il film fu prodotto dalla The Fine Arts Film Company

## Distribuzione
Venne distribuito dalla Triangle Film Corporation

### Data di uscita
- USA 1916

Alias
- The Deadly Glass of Beer   USA (titolo alternativo)